# Кенгарагский пруд
Кенгара́гский пруд (латыш. Ķengaraga dīķis) — водоём на территории Риги, в микрорайоне Кенгарагс, у правого берега Даугавы. Соединён с Даугавой небольшим каналом, через который переброшен пешеходный мост. В центре пруда имеется островок площадью 0,11 га.
По состоянию на 2017 год водоём сильно зарос. Берега пологие, мест для отдыха и купания не оборудовано.

## История
В современных печатных изданиях встречается утверждение, что пруд впервые был показан на шведских картах в 1668 году под названием Elles djick (латыш. Elles dīķis — якобы Адский пруд); это позволяло предположить, что в те времена водоём имел значительную глубину. Однако подробное исследование выявило, что эта информация ошибочна: карта в действительности датирована 1706 годом, Elles djick на ней показан в ином месте и его название происходит от женского имени Elle, а не от слова «ад».
В XIX веке в Кенгарагсе был построен фарфоровый и фаянсовый завод Матвея Кузнецова, и пруд находился во владениях Кузнецова.
19 декабря 2006 года Рижская дума одобрила план использования территории, позволяя строить вокруг пруда многоэтажные сооружения и частично засыпать пруд. В январе 2008 года депутаты Сейма от «ЗаПЧЕЛ» и «Центра согласия» обжаловали план в Конституционном суде, 24 сентября 2008 года суд решил 2 голосами против 1, что подобный план соответствует Конституции и законам.
До декабря 2005 года пруд был природным охраняемым объектом.